# Cristian Buonaiuto
Cristian Buonaiuto (sinh ngày 29 tháng 12 năm 1992) là một cầu thủ bóng đá chuyên nghiệp người Ý hiện đang thi đấu ở vị trí tiền đạo cho câu lạc bộ Cremonese tại Serie A.

## Sự nghiệp thi đấu

### Benevento
Ngày 17 tháng 8 năm 2018, anh quay trở lại đội bóng cũ Benevento theo dạng cho mượn với tùy chọn mua lại và nghĩa vụ từ Perugia.

### Cremonese
Ngày 4 tháng 9 năm 2020, anh gia nhập câu lạc bộ Cremonese tại Serie A.